# 斎王〜幻の宮の皇女〜
『斎王〜幻の宮の皇女〜』（さいおう 〜まぼろしのみやのひめみこ〜）は、2016年（平成28年）3月から三重テレビが制作し独立テレビ局を中心に放送されたドキュメントバラエティ番組。2015年（平成27年）4月に「祈る皇女斎王のみやこ　斎宮」が文化庁から日本遺産に認定されたこと、2016年（平成28年）5月に開催される、伊勢志摩サミットの特別企画として制作された。
『お伊勢さん』『熊野古道〜お伊勢さんからもうひとつの聖地へ〜』に続く新シリーズとして制作しており、制作発表会見は総合演出兼出演者である奥田瑛二の出席のもと、都内で行われた。。
制作局である三重テレビでは、毎月第4土曜日の21:00 - 21:55（JST）に本放送、翌月第3土曜日の同時間帯に再放送を行う。なお、第1回の本放送に先立ち、2016年3月19日に三重テレビで『日本遺産認定記念特別番組“ミステリアス斎宮〜祈る皇女斎王のみやこ斎宮〜”』が放送された。（2016年3月27日にBSフジでも放送。榎木孝明が歴史探偵役に扮し、桐島ココと共に斎宮跡などを訪れたが、当番組出演者は出演していない。）

## 各話リスト
| 回 | タイトル           |
| -- | ------------------ |
| 1  | 斎王前夜           |
| 2  | 斎王群行           |
| 3  | 斎宮の都市計画     |
| 4  | 御食国と斎宮       |
| 5  | 器が語る斎宮       |
| 6  | 恋する斎王         |
| 7  | 神宮と斎王         |
| 8  | スピリチュアル斎宮 |
| 9  | もうひとつの斎王   |
| 10 | 斎宮の終焉と再生   |

## 出演者
番組ナビゲーターは、俳優奥田瑛二と女優の原田美枝子、日本舞踊家の有馬和歌子（坂東寛十胤）（番組では日本舞踊の舞で斎王の心情を表現している）。

## ネット局
各放送局によって放送日・放送時間がバラバラなので注意すること。
ここでは本放送の日付を記しておく。
| 放送対象地域   | 放送局                           | 系列           | 放送日時 |
| -------------- | -------------------------------- | -------------- | --- |
| 三重県         | 三重テレビ放送（MTV） 〈制作局〉 | 独立テレビ局   | 第01回：2016年03月26日 21:00 - 21:55 第02回：2016年04月23日 21:00 - 21:55 第03回：2016年05月28日 21:00 - 21:55 第04回：2016年06月25日 21:00 - 21:55 第05回：2016年07月23日 21:00 - 21:55 第06回：2016年08月27日 21:00 - 21:55 第07回：2016年09月24日 21:00 - 21:55 第08回：2016年10月22日 21:00 - 21:55 第09回：2016年11月26日 21:00 - 21:55 第10回：2016年12月24日 21:00 - 21:55 |
| 栃木県         | とちぎテレビ（GYT）              | 独立テレビ局   | 第01回：2016年06月12日 19:00 - 19:55 第02回：2016年06月12日 19:55 - 20:50 第03回：2016年10月15日 19:00 - 19:55 第04回：2016年10月15日 19:55 - 20:50 第05回：2016年10月22日 19:00 - 19:55 第06回：2016年10月22日 19:55 - 20:50 第07回：2016年11月06日 19:00 - 19:55 第08回：2016年11月06日 19:55 - 20:50 第09回：2016年12月29日 16:00 - 16:55 第10回：2016年12月30日 16:00 - 16:55 |
| 群馬県         | 群馬テレビ（GTV）                | 独立テレビ局   | 第01回：2016年04月30日 21:00 - 21:55 第02回：2016年05月28日 21:00 - 21:55 第03回：2016年06月25日 21:00 - 21:55 第04回：2016年07月30日 21:00 - 21:55 第05回：2016年08月27日 21:00 - 21:55 第06回：2016年09月24日 21:00 - 21:55 第07回：2016年10月22日 21:00 - 21:55 第08回：2016年11月19日 21:00 - 21:55 第09回：2016年12月24日 21:00 - 21:55 第10回：2017年01月28日 21:00 - 21:55 |
| 埼玉県         | テレビ埼玉（TVS）                | 独立テレビ局   | 第01回：2016年04月07日 20:00 - 20:55 第02回：2016年05月05日 20:00 - 20:55 第03回：2016年06月02日 20:00 - 20:55 第04回：2016年07月07日 20:00 - 20:55 第05回：2016年08月04日 20:00 - 20:55 第06回：2016年09月01日 20:00 - 20:55 第07回：2016年10月13日 20:00 - 20:55 第08回：2016年11月03日 20:00 - 20:55 第09回：2016年12月01日 21:00 - 21:55 第10回：2017年01月05日 20:00 - 20:55 |
| 千葉県         | 千葉テレビ（CTC）                | 独立テレビ局   | 第01回：2016年04月02日 19:00 - 19:55 第02回：2016年05月07日 20:30 - 21:25 第03回：2016年06月04日 19:00 - 19:55 第04回：2016年06月26日 19:00 - 19:55 第05回：2016年08月14日 19:00 - 19:55 第06回：2016年09月03日 20:30 - 21:25 第07回：2016年10月06日 20:00 - 20:55 第08回：2016年11月03日 20:00 - 20:55 第09回：2016年12月01日 20:00 - 20:55 第10回：2017年01月05日 20:00 - 20:55 |
| 東京都         | TOKYO MX（MX）                   | 独立テレビ局   | 第01回：2016年04月10日 19:00 - 19:55 第02回：2016年05月07日 19:00 - 19:55 第03回：2016年06月05日 19:00 - 19:55 第04回：2016年08月06日 19:00 - 19:55 第05回：2016年10月15日 19:00 - 19:55 第06回：2016年11月12日 19:00 - 19:55 第07回：2016年11月19日 19:00 - 19:55 第08回： 第09回： 第10回：                                                                                     |
| 神奈川県       | テレビ神奈川（TVK）              | 独立テレビ局   | 第01回：2016年04月06日 20:00 - 20:55 第02回：2016年05月04日 20:00 - 20:55 第03回：2016年06月01日 20:00 - 20:55 第04回：2016年07月06日 20:00 - 20:55 第05回：2016年08月10日 20:00 - 20:55 第06回：2016年09月14日 20:00 - 20:55 第07回：2016年10月05日 20:00 - 20:55 第08回：2016年11月02日 20:00 - 20:55 第09回：2016年12月07日 20:00 - 20:55 第10回：2017年01月04日 20:00 - 20:55 |
| 岐阜県         | 岐阜放送（GBS）                  | 独立テレビ局   | 第01回： 第02回： 第03回： 第04回： 第05回： 第06回： 第07回： 第08回： 第09回： 第10回： |
| 京都府         | 京都放送（KBS）                  | 独立テレビ局   | 第01回：2016年04月28日 19:00 - 19:55 第02回：2016年05月19日 19:00 - 19:55 第03回：2016年06月23日 19:00 - 19:55 第04回：2016年07月21日 19:00 - 19:55 第05回：2016年08月25日 19:00 - 19:55 第06回：2016年09月22日 19:00 - 19:55 第07回：2016年10月27日 19:00 - 19:55 第08回：2016年11月24日 19:00 - 19:55 第09回：2016年12月22日 19:00 - 19:55 第10回：2017年01月26日 19:00 - 19:55 |
| 兵庫県         | サンテレビ（SUN）                | 独立テレビ局   | 第01回：2016年03月27日 16:00 - 16:55 第02回：2016年04月24日 11:00 - 11:55 第03回：2016年05月29日 13:00 - 13:55 第04回：2016年06月26日 13:00 - 13:55 第05回：2016年07月31日 11:00 - 11:55 第06回：2016年08月28日 11:00 - 11:55 第07回：2016年09月25日 21:00 - 21:55 第08回：2016年10月23日 11:00 - 11:55 第09回：2016年11月27日 13:00 - 13:55 第10回：2016年12月25日 11:00 - 11:55 |
| 島根県・鳥取県 | 山陰中央テレビ（TSK）            | フジテレビ系列 | 第01回：2016年09月23日 14:55 - 15:50 第02回： 第03回： 第04回： 第05回： 第06回： 第07回： 第08回： 第09回： 第10回： |
| 高知県         | 高知さんさんテレビ（KSS）        | フジテレビ系列 | 第01回：2016年06月26日 25:50 - 26:45 第02回：2016年07月24日 25:50 - 26:45 第03回：2016年08月21日 25:50 - 26:45 第04回：2016年09月25日 25:50 - 26:45 第05回：2016年10月23日 25:50 - 26:45 第06回：2016年11月27日 25:50 - 26:55 第07回：2016年12月25日 25:50 - 26:45 第08回：2017年01月22日 25:50 - 26:45 第09回：2017年02月26日 25:50 - 26:45 第10回：2017年03月26日 25:50 - 26:45 |
| 鹿児島県       | 鹿児島テレビ（KTS）              | フジテレビ系列 | 第01回：2017年01月11日 26:35 - 27:30 第02回：2017年01月18日 26:35 - 27:30 第03回：2017年01月25日 26:35 - 27:30 第04回：2017年02月01日 26:35 - 27:30 第05回：2017年02月08日 26:35 - 27:30 第06回：2017年02月15日 26:35 - 27:30 第07回：2017年02月22日 26:35 - 27:30 第08回：2017年03月01日 26:35 - 27:30 第09回：2017年03月08日 26:35 - 27:30 第10回：2017年03月15日 26:35 - 27:30 |
| 日本全国       | BSフジ                           | BSデジタル放送 | 第01回：2017年01月22日 15:00 - 15:55 第02回：2017年01月29日 15:00 - 15:55 第03回：2017年02月05日 15:00 - 15:55 第04回：2017年02月12日 15:00 - 15:55 第05回：2017年02月19日 15:00 - 15:55 第06回：2017年02月26日 15:00 - 15:55 第07回：2017年03月05日 15:50 - 15:55 第08回：2017年03月12日 15:00 - 15:55 第09回：2017年03月19日 15:00 - 15:55 第10回：2017年03月26日 15:00 - 15:55 |

## スタッフ
- 脚本：児島秀樹
- オープニング・エンディング・挿入曲：西山勝、嗣音奏多
- 撮影：前川和久、近藤義久
- 撮影技術：大友栄二、藤川拓也、堤とおる、鹿田智樹、大川雄司、神余浩司、後藤秀百、茂利栄美、吉堂敏明、村尾保俊、A FULL Entertainment
- イラスト：村上ゆう子
- 編集：松浦勇二（元気な事務所）
- CG：高尾雅也（元気な事務所）
- 音響効果：近藤有美（ビー・ブルー）
- MA：染谷和孝（ビー・ブルー）
- きものコーディネート：相澤慶子
- 衣装：衣装らくや（きもの／帯）、道明（帯締め）、銀座ぜん屋本店（履物）
- 着付け：川上まり子（市田美容室）
- ヘア・メイク：長谷川真也、徳田郁子
- 編成・広報：松本幹景、渡邊友和（三重テレビ）
- デスク：松崎貴洋（三重テレビ）
- 制作協力：アクテリオン ファーマシューティカルズ ジャパンホワイト
- アドバイザー：千種清美
- 監修：斎宮歴史博物館
- 題字：金澤翔子
- ディレクター：飯田裕士（ホワイト）
- プロデューサー：小川秀幸（三重テレビ）
- エクゼクティブプロデューサー：長江正（三重テレビ）
- 総合演出：奥田瑛二
- 制作著作：三重テレビ放送